# Levers Water
Levers Water ist ein See im Lake District, Cumbria, England.
Der See liegt westlich des Ortes Coniston zwischen dem Old Man of Coniston und dem Low Water im Süden und dem Wetherlam und dem Swirl How im Norden.
Der See hat seinen Ursprung in einem Karsee, der aber künstlich aufgestaut wurde. Sein heutiger Damm stammt aus dem Jahr 1717. Das Wasser wurde für den Bergbau im Tal unterhalb des Sees eingesetzt. Nachdem der Bergbau eingestellt wurde, dient der See heute der Trinkwasserversorgung von Coniston und benachbarten Orten.
Der See hat drei unbenannte Zuflüsse an seiner Westseite. Sein Abfluss an der Ostseite bildet der Levers Water Beck in den der Low Water Beck mündet.